# Криптограма

Банер Миру М. К. Реріха: на білому фоні в колі три з'єднані амарантові Сфери як символ Вічності і Єднання

Криптограма (крипто… від грец. kriptos — таємний, схований і …грец. gramma — буква, написання) схований, зашифрований тайнопис, що розкривається за допомогою набору встановлених правил, з відтворенням схованого запису для прочитання посланої інформації.
Криптограма — таємний знак, напис, зрозумілий обмеженому колу користувачів.
В образотворчому мистецтві існують «картинні криптограми» — зображення, що мають, крім очевидного, приховане, таємне значення. Таким є більшість зображень, пов'язаних з древніми релігійними культами, атрибути божеств, символи їх влади над стихіями і людьми. Криптограмами є гравюри в книгах алхіміків, масонів і розенкрейцерів («Роза і Хрест»). Крім традиційних символів у подібних композиціях ключове, магічне слово або фраза можуть бути зашифровані кількістю каменів в зображенні стіни замку, зубців веж. Початкова буква шифру вказується якою-небудь неправильністю: не за правилами одягненим капелюхом, шпагою не з того боку, щитом не в тій руці. Криптограмою є «зайвий» шостий палець на руці Св. Сикста, зображеного Рафаелем на картині «Сикстинська мадонна» — він вказує на ім'я Сикста (лат. sex — «шість»). Картина Параміджаніно «Мадонна з довгою шиєю» — також криптограма. Притчі та алегорії, зашифровані в зображенні, називаються акроаматичним шифром. Криптограмою є знак, придуманий М. К. Реріхом в картині «Мадонна Орифлама».